# Der Lehrer, der uns das Meer versprach
Der Lehrer, der uns das Meer versprach (Originaltitel: El maestro que prometió el mar) ist ein spanischer Spielfilm aus dem Jahr 2023 von der Regisseurin Patricia Font mit Enric Auquer und Laia Costa. Das Drehbuch von Albert Val basiert auf der wahren Geschichte von Antoni Benaiges, die Francesc Escribano in seinem Roman verarbeitete.

## Handlung
Vor Beginn des Spanischen Bürgerkrieges übernimmt im Jahr 1935 der junge Lehrer Antoni Benaiges eine Grundschule im kleinen Dorf Bañuelos de Bureba in der Provinz Burgos. Mit seinen antiautoritären Methoden gewinnt er bald das Vertrauen seiner Schüler, darunter Emilio, Carlos und Josefina, während ihm Eltern und Dorfvorsteher skeptisch gegenüberstehen. Benaiges verspricht seinen Schülern, sie in den Sommerferien zum ersten Mal in ihrem Leben ans Meer zu bringen. Allerdings wird das Vorhaben durch den Kriegsbeginn vereitelt.
Im Jahr 2010 erfährt Ariadna, dass ihr Großvater nach den Überresten seines Vaters gesucht hat, der während des Bürgerkriegs verschwunden war und ab 1936 vermisst wurde. Auf Wunsch ihres Großvaters soll sie herausfinden, was aus dessen Vater wurde. Sie reist daher nach Burgos, wo unter der Leitung der Archäologin Laura ein Massengrab erforscht wird. Dort lernt sie die Geschichte von Benaiges kennen, der der Lehrer ihres Großvaters war.

## Besetzung und Synchronisation
Die deutschsprachige Synchronisation übernahm die Think Global Media. Dialogregie führte Gordon Rijnders, das Dialogbuch schrieb Klaus Hüttmann.
| Rolle                         | Darsteller          | Synchronsprecher      |
| ----------------------------- | ------------------- | --------------------- |
| Antonio Benaiges              | Enric Auquer        | Tim Knauer            |
| Ariadna                       | Laia Costa          | Alice Bauer           |
| Charo                         | Luisa Gavasa        | Anke Reitzenstein     |
| Emilio (älter)                | Ramón Agirre        | Bernd Vollbrecht      |
| Emilio (Kind)                 | Nicolás Calvo       | Keanu Peters          |
| Carlos (Kind)                 | Gael Aparício       | Jakob Gisbertz        |
| Josefina (Kind)               | Alba Hermoso        | Asya Tolaz            |
| Jaime (Alcalde/Bürgermeister) | Antonio Mora        | Frank Röth            |
| Laura                         | Alba Guilera        | Josephine Schmidt     |
| Großvater Carlos              | Felipe García Vélez |                       |
| Alfonso Rodriguez             | Eduardo Ferrés      | Christoph Banken      |
| Ángeles                       | Alicia Reyero       | Antje von der Ahe     |
| Camilo                        | Jorge Da Rocha      | Manolo Palma          |
| Casimiro (Kind)               | Cano Didac          | Pepe Vielhaben        |
| Dionisia (Kind)               | Elena Moreno        | Harley Rose Münzner   |
| Encarna                       | Padi Padilla        | Ann Vielhaben         |
| Hilaria (Kind)                | Gal-La Petit        | Liya Tolaz            |
| Jefe Falangista               | David Climent       | Asad Schwarz          |
| Juan Llarena                  | Xavi Francés        | Sven Fechner          |
| Leandro (Kind)                | Izan Barragán       | Wanja Gisbertz        |
| Padre Primitivo               | Milo Taboada        | Matthias Scherwenikas |
| Saturnina (Kind)              | Ona Macia           | Lilia Peters          |

## Produktion
Der Film wurde von den spanischen Produktionsgesellschaften Minoria Absoluta, Lastor Media, Filmax Entertainment und Mestres Films AIE produziert, als Produzenten fungierten Francesc Escribano, Laura Fernández Brites, Carlos Fernández, Tono Folguera und Toni Soler. Beteiligt waren RTVE und TV3. Den Vertrieb übernahm in Deutschland 24 Bilder.
Dreharbeiten fanden vom 1. September bis zum 27. Oktober 2022 in Katalonien statt, Drehorte waren unter anderem Barcelona und Briviesca. Die Kamera führte David Valldepérez, die Musik schrieb Natasha Arizu del Valle, die Montage verantwortete Dani Arregui. Das Szenenbild gestaltete Josep Rosell, das Kostümbild Maria Armengol, die Maske Patricia Reyes. Bei der Produktion handelt es sich um das Langfilmdebüt von Regisseurin Patricia Font.

## Veröffentlichung
Premiere war am 27. Oktober 2023 im Rahmen der Semana Internacional de Cine de Valladolid.
In Spanien kam der Film am 10. November 2023 in die Kinos, der deutsche Kinostart war am 6. Februar 2025.
Auf Blu-ray erschien der Film am 30. Mai 2025.

## Rezeption
Am 18. Januar 2025 waren 5 von 5 bei Rotten Tomatoes aufgeführten Kritiken positiv bei einer durchschnittlichen Bewertung von 7,5 der 10 möglichen Punkte.
Gaby Sikorski vergab auf filmstarts.de 4,5 von 5 Sternen. Dieser Film sei – ganz anders als andere Schulfilme, die in der Vergangenheit spielen – ergreifend schön in seiner starken Verbindung zwischen gestern und heute. Die schmerzlich traurige Dynamik steigere sich immer mehr, bis zu der Erkenntnis, dass es letztlich die Erinnerungen von Menschen sind, aus denen wir alle lernen können.
Lida Bach dagegen kritisierte den Film auf riecks-filmkritiken.de als inhaltlich und ideologisch fades, herziges Historiendrama mit kindlichem Kitsch und illusorischem Idealismus. Wie speziell die innovativen Lernweisen des Titelhelden vor dem Hintergrund des heraufziehenden Faschismus waren, mache die Inszenierung ebenso wenig klar wie was sie motivierte und inspirierte. Jede Figur sei ein sentimentales Stereotyp. Das gelte noch mehr für die pittoreske, realitätsferne Provinzkulisse im Shabby-Chic-Look.
Peter Gutting bewertete den Film auf film-rezensionen.de mit acht von zehn Punkten. Regisseurin Patricia Font verknüpfe ihren kleinen Streifzug in die Freinet-Pädagogik dramaturgisch fesselnd mit der Aufarbeitung des spanischen Faschismus. Ihr anrührendes Drama sei allen empfohlen, die sich heute wieder eine harte Hand und eine autoritäre Führung wünschen.
Anke Sterneborg (drei von fünf Sternen) meinte auf epd-film.de, dass man Spanien selten so kalt, abweisend und unwirtlich gesehen habe. Nur der junge Lehrer Antoni Benaiges verströme ein wenig Wärme und Licht mit seinem Elan.
Sofia Teresa Müller befand auf DerStandard.at, dass sich der Film insgesamt vorhersehbar zeige, aber dennoch mit einem einfühlsamen Erzählstil und bewegenden Dialogen überzeuge. Er sei eine eindringliche Erinnerung an die Macht von Bildung und die Bedrohung durch autoritäre Systeme.

## Auszeichnungen und Nominierungen
Goya 2024
- Nominierung in der Kategorie Bestes adaptiertes Drehbuch (Albert Val)
- Nominierung in der Kategorie Bester Hauptdarsteller (Enric Auquer)
- Nominierung in der Kategorie Beste Nebendarstellerin (Luisa Gavasa)
- Nominierung in der Kategorie Beste Kostüme (Maria Armengol)
- Nominierung in der Kategorie Beste Filmmusik (Natasha Arizu)

Premis Gaudí 2024
- Nominierung in der Kategorie Bester nicht-katalanischer Film
- Nominierung in der Kategorie Bestes adaptiertes Drehbuch (Albert Val)
- Nominierung in der Kategorie Bester Hauptdarsteller (Enric Auquer)
- Nominierung in der Kategorie Bestes Szenenbild (Josep Rosell)
- Nominierung in der Kategorie Bestes Kostümebild (Maria Armengol)
- Nominierung in der Kategorie Beste Maske (Patricia Reyes)

Premios Feroz 2024
- Nominierung in der Kategorie Bester Hauptdarsteller (Enric Auquer)
- Nominierung in der Kategorie Beste Nebendarstellerin (Luisa Gavasa)